# Horatius
Quintus Horatius Flaccus (Venusia, 8 december 65 v.Chr. - Rome, 27 november 8 v.Chr.) was een Romeins dichter.

## Leven
Horatius werd geboren op 8 december 65 v.Chr. Zijn vader, Flaccus, was een vrijgelaten gemeenteslaaf in de Romeinse kolonie Venusia, nu Venosa, gelegen langs de Via Appia op de grens tussen Apulië en Lucanië. De vader van Horatius bezat enig land en had in korte tijd een behoorlijk vermogen vergaard met het ontvangen van heffingen. De naam van Horatius' moeder is niet bekend, waarschijnlijk stierf ze bij of kort na zijn geboorte, want zij wordt nooit in zijn werken vermeld. Hoewel Horatius een man van de wereld was, was hij niet ambitieus voor publieke erkenning. Horatius was vooral geïnteresseerd in het verbeteren en hervormen van de Latijnse poëzie.

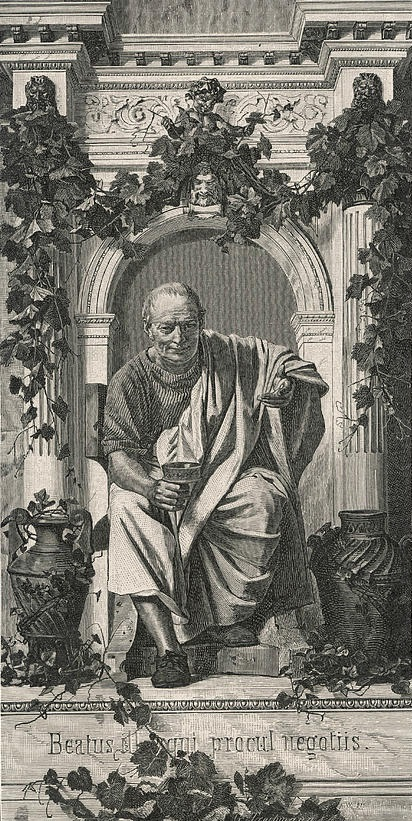
Fantasieportret van Horatius, van de hand van Anton von Werner

Horatius was klein en dik, zoals hij zichzelf in zijn satiren beschrijft, en door Augustus in een brief: "Onysius bracht mij jouw boekje. Ik ben er heel tevreden over, ook al vind ik het jammer, dat het zo klein is. Je wekt bij mij de indruk, dat je bang bent, dat jouw boekjes groter zijn dan jij zelf bent. Maar jij mist lengte, geen omvang. Je mag dus best in de breedte schrijven; dan wordt de omtrek van jouw boekrol zeer kolossaal, zoals die van je buik."
Op zijn tiende ging Horatius met zijn vader naar Rome. Daar kreeg hij een uitstekende opvoeding, zoals normaal alleen de zonen van patriciërs of senatoren die kregen. Zijn leermeester in Rome was Orbilius. Orbilius gebruikte graag zweepslagen om te zorgen dat zijn studenten Livius zouden bestuderen. In 45 v.Chr. ging hij naar Athene om zich er te verdiepen in de Griekse cultuur en de wijsbegeerte. Horatius ging grammatica en retorica volgen. Hij studeerde er tevens filosofie, waarvoor hij onder andere luisterde naar de lezingen van Cratippus van Pergamum. Dit dus allemaal dankzij zijn vader.
In Athene ontmoette Horatius Marcus Brutus, die pas Caesar had vermoord en daar jonge Romeinse soldaten aan het ronselen was voor de strijd tegen Octavianus en Antonius. Horatius sloot zich bij hen aan en werd tot krijgstribuun in het leger van Brutus benoemd. Hiervoor moest hij zijn studie onderbreken. Hij nam deel aan de veldslag bij Philippi in 42 v.Chr., waarin Octavianus en Antonius Brutus versloegen.
Na deze nederlaag kon Horatius dankzij amnestie ontkomen en keerde hij terug naar Italië. Hij kreeg na het debacle van Philippi een functie als stafofficier. Hij vestigde zich uiteindelijk in Rome, want het land van zijn vader was onteigend toen die was gestorven, terwijl hij in het kamp van de verliezers verkeerde. In Rome kreeg hij een goede baan op het ministerie van Financiën. Als geletterd man ging hij bij de schatkist werken als klerk (scriba quaestorius), maar heel tevreden was hij niet met dit beroep. In deze periode schreef hij zijn eerste poëzie. Horatius schiep een nieuw genre, de levensbeschouwelijke brief in dichtvorm. Zijn eerste dichtwerk was een bundel gedichten, een boekrol met tien Satiren. Deze boekrol kwam uit toen Horatius dertig jaar oud was.
De Satiren gingen over morele en maatschappelijke kwesties, waarbij Horatius zich voordoet als een man van het midden. Een voorbeeld uit de Satiren:  Geniet, maar drink met mate, zorg ervoor dat je seksueel aan je trekken komt, maar vermijd hoeren en gehuwde vrouwen, wees tegenover je lezers bot noch onderdanig.
Lange tijd polijstte hij zijn gedichten (limae labor, ‘het werk van de vijl’) voordat hij ze publiceerde. Horatius zelf zegt, dat de Satiren geen gedichten zijn, maar één gedicht verwekt door een menselijke inspiratie en een stem met sublieme geluiden.
Taalnuancering heeft Horatius opgedaan in wijze gesprekken tijdens zijn schoolcarrière en studietijd. Het werk Satiren laat de gedachten van een elegante, zeer geleerde man van de wereld zien. Ook schreef Horatius het werk Epode, dat uit jambische disticha bestaat en in 30 v.Chr. werd gepubliceerd. Deze gedichten werden door Horatius zelf iambi genoemd. Jambische verzen zijn verzen waarbij een lange regel afgewisseld wordt met een korte regel. Horatius leverde in zijn werken veel kritiek. Zijn grootste bijdrage in het geven van literaire kritiek is zijn Ars poetica.

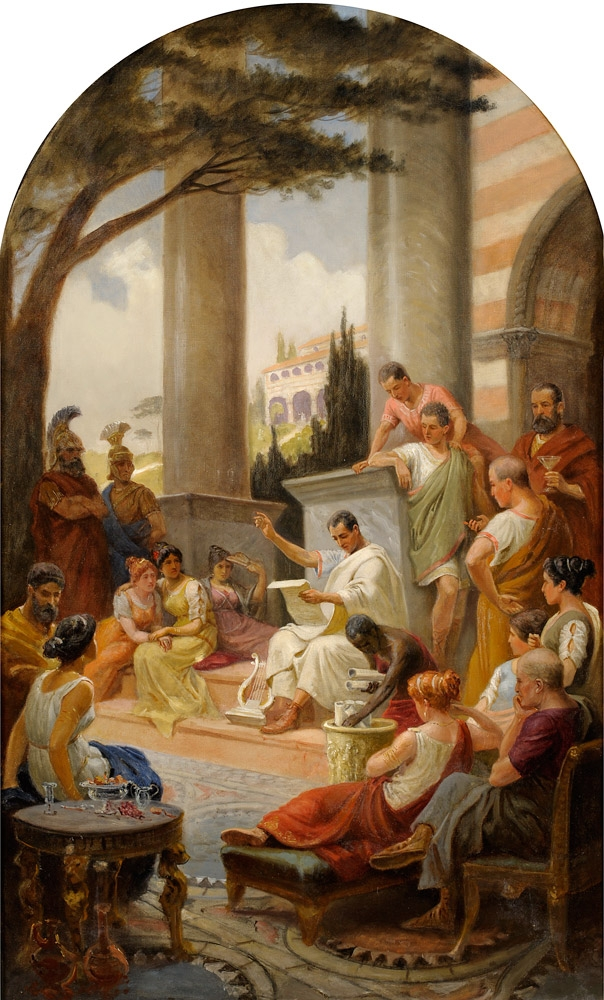
Horatius
(ca. 1922), Adalbert von Rössler

Zijn literaire talent werd snel opgemerkt, en rond 38 v.Chr. werd hij opgenomen in de literaire kring rond Maecenas, nadat hij door Vergilius ingeleid was. Maecenas schonk de dichter Horatius 33 v.Chr. een villa, inclusief een groot landgoed, in de bergen in de buurt van de Tiber. Daar zou hij zich bijna de rest van zijn leven bezighouden met zijn poëzie. Zijn huis is te zien bij het kleine bos van Tibur.
Toen in 19 v.Chr. twee van zijn beste vrienden, Vergilius en Rufus, stierven, bleef hij ontroostbaar achter als enige van een grote generatie dichters.
In 17 v.Chr. kreeg Horatius de eer om de officiële hymne te mogen schrijven voor het door Augustus ingestelde eeuwfeest Carmen Saeculare (een hymne is een verheven lofzang op een bepaald onderwerp). Dit werd door een koor van 27 jongens en 27 meisjes gezongen.
In zijn werk is Horatius veel beïnvloed door Griekse voorbeelden (vooral door archaïsche dichters zoals Archilochus van Paros, Alcaeus van Mytilene en Sappho van Lesbos). Toch laat zijn eigen inspiratie, op inhoudelijk en op stilistisch vlak, hem ver boven het niveau van de imitator uitsteken. Vooral in de vorm is hij zeer geleerd. Horatius’ stijl onderscheidt zich door een grote afwisseling, van ernstig en plechtig taalgebruik tot bijna onbeduidende spreektaal. Het woordgebruik is erg precies en daardoor past de formulering steeds perfect.
Tijdens zijn leven werden Horatius' werken gewaardeerd. Nog voor hij stierf werden zijn Carmina, liederen, een schooltekstboek. Hij had toen weinig navolgers in zijn lyrische vormen. Tijdens de Middeleeuwen werd Horatius ijverig bestudeerd, zowel in als buiten de scholen. In de Middeleeuwen was Horatius vooral populair om zijn moraliserende Sermones en Epistulae. De Carmina werden toen niet zoveel gelezen, maar onder invloed van de Duitse humanist Conrad Celtis werd het gebruikelijk om Horatius' oden op muziek te zetten zodat de studenten ze elke dag konden zingen aan het eind van de lessen.
In 8 v.Chr. stierf Maecenas. Horatius overleed negenenvijftig dagen later op 57-jarige leeftijd op 27 november 8 v.Chr.. Hij had Augustus tot erfgenaam benoemd, in het openbaar, omdat hij door zijn ziekte niet meer in staat was een testament te ondertekenen. Hij is begraven en bijgezet aan de rand van de Esquilijn, naast de grafheuvel van Maecenas.

## Werk

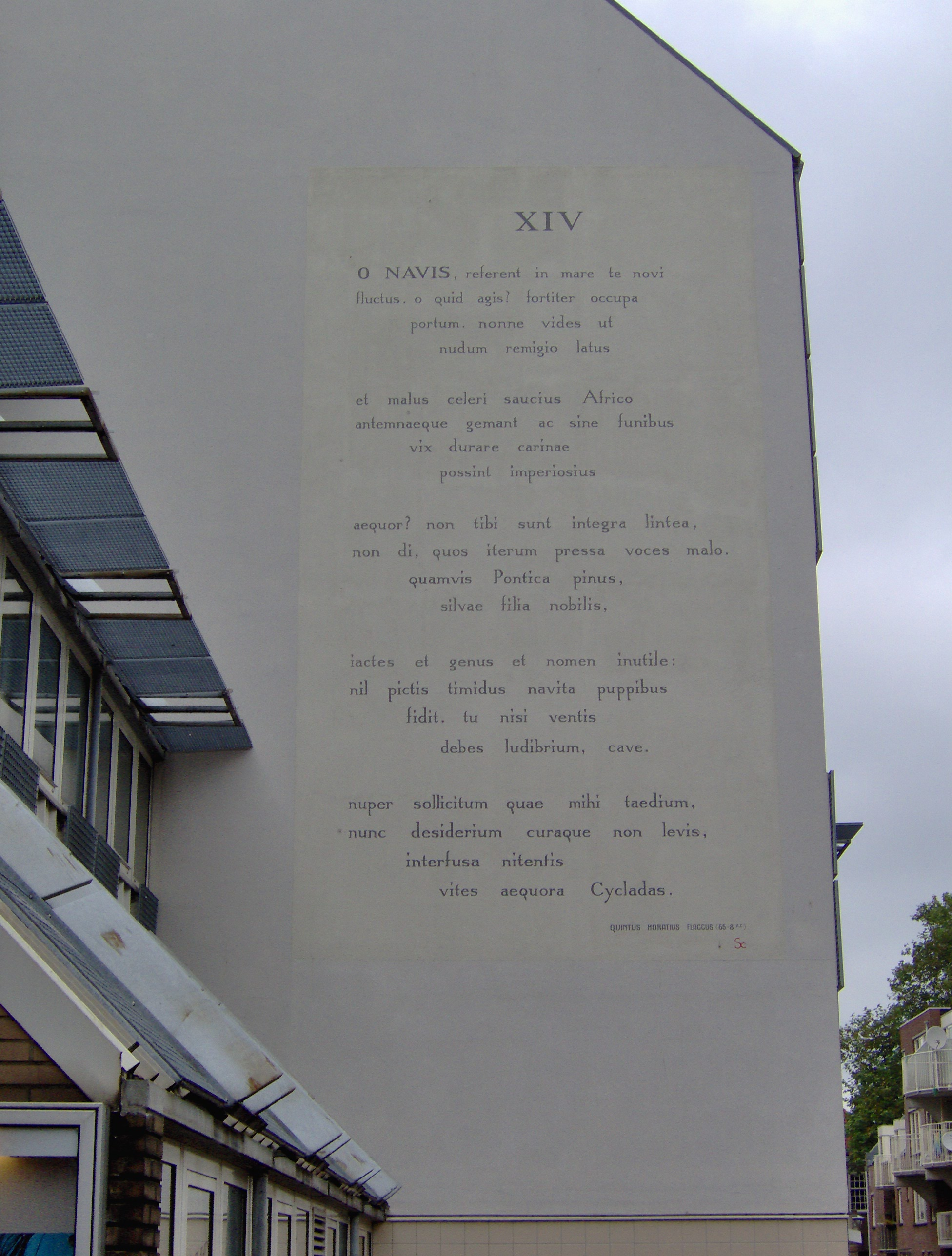
Gedicht van Horatius op een muur in Leiden

- Epodae (Epoden, 41-30 v.Chr.): in navolging Griekse dichters probeert Horatius zijn gevoelens van onbehagen en rancune een plaats te geven door er gedichten aan te wijden. De Epoden gaan onder andere over de rust van het landleven en de ellende van de burgeroorlogen, maar ook over andere maatschappelijk en morele problemen. Hij stelde zich hierbij op als de man in het midden. Geniet, maar drink met mate was een uitspraak die Horatius vaak deed in deze gedichten. Ook ging je bij deze gedichten ervan uit dat Horatius het zei, maar blijkt aan het einde dat iemand anders het aan het vertellen was. Het werk bevatte 17 Epoden, agressieve Jambische gedichten in de traditie van Archilochus van Paros (Archilochus was een Grieks dichter van spotdichten.). Na zeeslag Actium in het jaar 31, publiceerde Horatius dit boek.[8]
- Sermones (Satiren, 35-30 v.Chr.): in navolging van de Romeinse dichter Lucilius stelt hij met milde spot in gesprekken (Lat.: sermones) dwaasheden en fouten van het Romeinse volk aan de kaak. Dit was het tweede boek dat Horatius schreef.[7]

Deze gedichten zijn de afgelopen 200 jaar haast niet tot de dichtkunst gerekend. Het werd namelijk gezien als dichterlijk geklets en geouwehoer, al is de structuur van de gedichten goed. Mensen en toestanden worden hierin door de dichter op kritische wijze, maar zonder bijtend cynisme onder de loep genomen. Hij leverde literaire kritiek en kritiek via bijvoorbeeld schilderijen van menselijke gebreken, zoals eer en geldzucht
- Carmina (Oden, vanaf 30 v.Chr.): in navolging van de Griekse lyrici, vooral Alcaeus en Sappho, verwerkt hij allerlei onderwerpen in korte, lyrische gedichten. Het werk bestond uit drie boeken en verscheen in het jaar 23.[6] Het bestaat uit zo'n 88 gedichten. Hij maakte hierbij goed gebruik van de vrijheden van de woordvolgorde die de Latijnse grammatica toeliet. Horatius probeerde met zijn Carmina, liederen, de oudere Griekse lyriek een plekje te geven in de Romeinse Poëzie en, uitgaande van deze klassieke oude vormen, in het Latijn gelijkwaardige werken te pubiceren. Hoofdthema’s in deze gedichten/liederen zijn liefde, wijn, feestvreugde en de positieve periodes van Augustus’ regering.[9]
- Epistulae (20 en 14 v.Chr.): net als in de Sermones bekritiseert hij de volkse dwaasheden, alleen minder scherp. In de Epistulae spreekt Horatius van menselijkheid en zijn levenswijsheid.[9] In de laatste 12 jaar van zijn leven is dit werk gemaakt, de exacte datum is niet zeker.[9] Als antwoord op Augustus’ beroep, schreef hij hem een brief, het eerste deel van het tweede boek van Epistulae. Hij begint met een protest tegen degenen die niet het positieve inzien van de moderne tijd.[9] Het eerste boek bevat 19 brieven in hexameters.[1]
- Ars poetica (12 v.Chr.): ook bekend als de Epistula ad Pisones, een leerdicht over het schrijven van poëzie. De datering hiervan is omstreden. Men gaat ervan uit dat dit zijn laatste gedicht was. Het is een brief gericht aan Calpurnius Piso en zijn 2 zonen.[2]
- Carmen saeculare (17 v.Chr.): het Eeuwgedicht dat Horatius schreef voor het eeuwfeest dat aanvang juni 17 v.Chr. in Rome gevierd werd. Het Carmen saeculare bestaat uit negentien strofen van vier verzen (totaal: 76 verzen); de dichter richt zich tot Apollo en Diana. Het Eeuwgedicht werd gezongen door koren van jongens en meisjes.

In zijn werken zijn duidelijk invloeden van het epicurisme merkbaar.

### Oden
Horatius' lyriek (vooral in de Oden) kan niet los van zijn relatie met de Griekse traditie worden gezien. Een kenmerk van de relatie van Horatius met de Griekse lyriek, is dat hij vaak begint met een saai stuk. Dit moet dan dienen als het motto van de tekst.

##### De Soracte-ode
De Soracte-ode is een gedicht waarin Horatius een zekere Thaliarchus aanspoort om bij de dag te leven en ervan te genieten.
| Latijnse tekst: | Nederlandse vertaling |
| --- | --- |
| Vides ut alta stet nive candidum Soracte, nec iam sustineant onus silvae laborantes, geluque flumina constiterint acuto? Dissolve frigus ligna super foco large reponens atque benignius deprome quadrimum Sabina, o Thaliarche, merum diota. Permitte divis cetera, qui simul stravere ventos aequore fervido deproeliantes, nec cupressi nec veteres agitantur orni. Quid sit futurum cras, fuge quaerere et quem Fors dierum cumque dabit, lucro appone, nec dulces amores sperne, puer, neque tu choreas, donec virenti canities abest morosa. Nunc et Campus et areae lenesque sub noctem susurri composita repetantur hora, nunc et latentis proditor intimo gratus puellae risus ab angulo pignusque dereptum lacertis aut digito male pertinaci | Zie je hoe de Soracte blinkend wit door de diepe sneeuw staat, en (hoe) de zwoegende bossen de last niet meer kunnen dragen, en de rivieren bevroren zijn door de felle vorst? Verdrijf de koude, doordat je rijkelijk hout op de haard gooit en haal overvloediger vier jaar oude onvermengde wijn tevoorschijn. Oh Thaliarchus, uit Sabijnse kruik. Laat de rest aan de goden over; zodra zij de winden die vechten op de bruisende zee, tot rust hebben gebracht, worden noch de cipressen noch de oude essen hevig geschud. Wat er morgen zal zijn, wil dat niet vragen en boek als winst welke ook maar van de dagen het Lot zal geven, en versmaad jij, als jongen, niet de zoete liefde en ook niet de koordansen, zolang als het lastige grijze haar afwezig is (bij jou), in de kracht van je leven (lett: die krachtig bent). Laten nu het Marsveld en de pleinen en het zachte gefluister tegen de nacht worden opgezocht op het afgesproken uur. en nu (laat ook) het aangename gelach, dat haar verraadt, van het meisje dat zich verbergt vanuit een verborgen hoekje (opgezocht worden) en het onderpand, ontnomen aan haar armen of aan de vinger die nauwelijks tegenstribbelt. |

##### Carpe Diem
| Latijnse tekst: | Nederlandse vertaling |
| --- | --- |
| Tu ne quaesieris - scire nefas - quem mihi, quem tibi finem di dederint, Leuconoe, nec Babylonios temptaris numeros. Ut melius, quidquid erit, pati! Seu plures hiemes seu tribuit Iuppiter ultimam, quae nunc oppositis debilitat pumicibus mare Tyrrhenum, sapias: vina liques et spatio brevi spem longam reseces. Dum loquimur, fugerit invida aetas: carpe diem, quam minimum credula postero. | Onderzoek niet, het is goddeloos om het te weten, welk einde de goden aan mij, welk aan jou hebben gegeven, Leuconoë, en raadpleeg ook niet de berekeningen van de Babyloniërs. Hoeveel beter is het, wat het ook maar zal zijn, te dragen! Hetzij Jupiter meer winters, hetzij hij deze als laatste toedeelt, die de Tyrreense Zee nu met er tegenover gelegen rotsen verzwakt, moge je wijs zijn: moge je de wijn zeven en op korte termijn lange hoop snoeien. Terwijl wij praten zal de afgunstige tijd al gevlucht zijn Pluk de dag, zo min mogelijk vertrouwend op de volgende dag. |

## Nederlandse vertalingen (selectie)
- Water & Wijn, de kleine wereld van de grote Latijnse dichter Horatius, teksten vertaald en verklaard door Patrick Lagrou, 2021
- Pluk de dag. Vijftig oden, ingeleid, vertaald en verklaard door Paul Claes, 2015
- Verzamelde gedichten, Latijnse tekst van de satiren, epoden, oden, brieven en eeuwzang, met vertaling en toelichting van Piet Schrijvers, 2003
- Voltooid mijn monument. De oden van Horatius, vertaald door Anton van Wilderode, 1995